# Harry Lehmann
Harry Lehmann (Güstrow, 21 de março de 1924 — Hamburgo, 22 de novembro de 1998) foi um físico alemão.
Lehmann estudou física em Rostock e na Universidade Humboldt de Berlim.
Em 1952 trabalhou no Instituto Max Planck em Göttingen e passou um ano em Copenhague. Desde 1956 trabalhou na Universidade de Hamburgo.
Em 1967 recebeu a Medalha Max Planck, por suas realizações extraordinárias em física teórica.